# Costa Azul (Córdoba)
Costa Azul es una localidad argentina ubicada en el Departamento Santa María, provincia de Córdoba. Se encuentra en la intersección de las Rutas Provinciales 5 y E56, sobre el río Anisacate y prácticamente conurbada con Anisacate, de la cual depende administrativamente.
Cuenta con un sitio de camping, y una asociación vecinal. El punto más alto de Anisacate se encuentra en esta villa, y en ella hay una escultura de Cristo Buen Pastor.

## Población
Cuenta con 201 habitantes (Indec, 2010), lo que representa un incremento del 93% frente a los 104 habitantes (Indec, 2001) del censo anterior.